# JSOTF-필리핀
JSOTF-필리핀(Joint Special Operations Task Force-Philippines (JSOTF-P))는 항구적 자유 작전 - 필리핀(OEF-P)을 수행하게 위해 편성된 태평양 특수작전사령부의 합동태스크포스였다. 남삼보앙가주 삼보앙가의 캠프 바실리오 나바로 장군에 근거지로 두고 필리핀 제도 전체가 아닌 남쪽의 술루 군도와 민다나오를 관할하였다.

## 역사
JTF-510은 원래 2002년 발리카탄 02-1의 일부로서 항구적 자유 작전 - 필리핀의 첫단계를 실행하기 앞서 태평양 사령부에 의해 창설되었다. 선발대가 먼저 필리핀이 2002년 1월에 도착하였고, 1월 28일에 민다나오섬 남서쪽 끝자락의 잠보앙가에서 도널드 C. 우스터 공군 준장이 이끄는 JTF-510의 본부가 설치되었다. 제1특전단 2, 3대대 소속 중대의 선발대와 분견대가 참가하였다. 또한 제112, 134특전분견대가 뒤이어 참가하였고, 이들은 교대로 즉각대응군과 잠봉가군 훈련 임무대를 맡았다., 6개월 뒤, JTF-510은 2002년 9월 1일에 JSOTF-P로 대채되었다.
2002년 헬리콥터 추락으로 10명이 죽었다.
2014년 6월 26일, 아부 사야프 대테러단이 해산하였다.
2015년 3월 까지 서민다나오 사령부(WESMINCOM)와의 협력을 마지막으로 모든 활동을 마쳤다. 소수의 군인들로 편성된 작은 군사고문단을 남겨두고 필리핀을 떠났다.

## 부대
- 본부
- 군도 태스크포스
- 민다나오 태스크포스
- 술루 태스크포스
- 합동특수작전항공분견대 (JSOAD)
- 대테러단; 2001년 ~ 2014년 6월 26일
- 특전분견대(Special Forces Detachment)
  - 제114특전분견대(SFD-114)
  - 제125특전분견대(SFD-125)
  - 제126특전분견대(SFD-126)
  - 제143특전분견대(SFD-143)
  - 제153특전분견대(SFD-153)
  - 제163특전분견대(SFD-163)
  - 제134특전분견대(SFD-134)
  - 제184특전분견대(SFD-184)
  - 제186특전분견대(SFD-186)
  - 제120-B특전분견대(Special Forces B Detachment 120)
  - 제170-B특전분견대(Special Forces B Detachment 170)

## 장비
- 고정익기
  - 비치크래프트 C-12 휴론
  - 필라투스 PC-12
- 회전익기
  - 벨 214

## 같이 보기
- CJTF 아프리카의 뿔(CJTF-HOA)

## 참고

### 인용
1. ↑  “Joint Task Force 510 (JTF-510)”. 《globalsecurity.org》 (영어). 2023년 6월 27일에 확인함.
2. ↑  Sneha Shankar (2014년 6월 25일). “US To Dissolve Anti-Terror Group, JSOTF-P, In Philippines After 10 Years Of Fighting Abu Sayyaf” (영어). International Businness Times. 2023년 6월 27일에 확인함.
3. ↑  Ankit Panda (2015년 3월 3일). “US Concludes Special Operations Task Force in the Philippines” (영어). The Diplomat. 2023년 6월 27일에 확인함.
4. ↑  Liezel Lacastesantos (2015년 2월 25일). “US special forces leaving Philippines” (영어). ABS-CBN News Zamboanga. 2023년 6월 27일에 확인함.
5. ↑  Sam LaGrone (2015년 2월 27일). “U.S. Officially Ends Special Operations Task Force in the Philippines, Some Advisors May Remain” (영어). U.S. Naval Institute. 2023년 6월 27일에 확인함.

### 자료
- “Joint Special Operations Task Force - Philippines (JSOTF-P)”. 《globalsecurity.org》 (영어). 2023년 6월 27일에 확인함.
- “Fact Sheet” (PDF) (영어). Embassy of the United States, Manila. 2021년 3월 28일에 원본 문서 (PDF)에서 보존된 문서. 2020년 10월 12일에 확인함.
- Stentiford, Barry M. “Success in the Shadows: Operation Enduring Freedom–Philippines and the Global War on Terror, 2002–2015” (PDF) (영어) 1판. Fort Leavenworth, Kansas: Combat Studies Institute Press. ISBN 9781940804354. LCCN 2018024282. 2020년 10월 13일에 확인함.
- “OEF-P: Fid Success and the way forward” (PDF). 《Special Warfare Magazine》 (영어): 47-51. 2021년 3월 23일에 원본 문서 (PDF)에서 보존된 문서. 2023년 6월 27일에 확인함.
- Farris, Stuart L. (2009년 5월 21일). “Joint Special Operations Task Force- Philippines” (PDF) (영어). Fort Leavenworth, Kansas: School of Advanced Military Studies. DTIC: ADA505075. 2020년 10월 12일에 확인함.